# 内藤昌月
内藤 昌月（ないとう まさあき）は、戦国時代の武将。甲斐武田氏の家臣。内藤昌豊（昌秀とも）の養子。

## 生涯

### 出自
天文19年（1550年）、信濃国の国衆・保科正俊の三男として生まれる。
養父の内藤昌豊は甲斐武田氏の譜代家老工藤氏の出自で、武田信玄の側近として永禄4年の西上野侵攻以降に西上野国衆との取次などを務め、元亀元年（1570年）に上野箕輪城の城代となり内藤氏の名跡を継承していた。しかし、昌秀は天正3年（1575年）5月の長篠の戦いで戦死したため、千次郎（昌月）が昌秀の養子として、内藤氏の家督を継承した。

### 武田勝頼の上野侵攻
昌月は武田勝頼の側近となる。天正6年（1578年）3月、越後国で上杉謙信の没後に上杉景虎・景勝の間で家督を巡る御館の乱が発生し、勝頼は景虎支援のため越後へ出兵する。勝頼は景虎・景勝間の和睦を調停するが、同年8月に勝頼の撤兵中に乱が再発し、景虎は滅亡する。これにより武田・後北条氏の間で甲相同盟が破綻し、領国の接する西上野は緊張化した。
天正7年（1579年）2月、昌月はそれまで不在であった箕輪城代として赴任し、大和守を称した。同年8月、昌月は北条右衛門尉、宇津木氏久と謀り、上杉景虎方であった厩橋城、大胡城を領有する北条高広を武田方に転じさせた。その後、更に河田重親、長尾憲景、那波顕宗も武田方となっている。
勝頼は後北条氏に対抗する外交的基盤として、常陸国の佐竹氏と甲佐同盟を締結する。同年9月に勝頼は佐竹義重と共同で東上野に出兵し、 由良国繁の金山城、長尾顕長の館林城、富岡秀高の小泉城の城下を荒らし、河田備前守の膳城を落城させている。
武田・佐竹氏は甲佐同盟により後北条氏に対する攻勢を務め、北条氏政は北条氏邦宛て書状において、「由良氏と長尾氏が佐竹方として出兵した。このままでは上州は勝頼のものとなり、当方終には滅亡となる。」と嘆いている。
武田勝頼の上野支配は、跡部勝資・内藤昌月・土屋昌恒が奉行となって進められ、上毛については真田昌幸が担当した。

### 上野の争乱（武田氏滅亡後）
天正10年（1582年）3月、織田信長・徳川家康連合軍の武田領侵攻（甲州征伐）により、武田氏は滅亡する。昌月は信濃を追われた父・正俊と、兄・保科正直を箕輪城に迎え入れた。そして上野一国を拝領した織田家臣・滝川一益が入国すると、他の上野国衆と同様に一益に降り、箕輪城を明け渡した（この時、北条高広は厩橋城を、真田昌幸も沼田城をそれぞれ明け渡している）。
同年6月、本能寺の変によって信長が死去すると、甲斐・信濃の武田遺領を巡る天正壬午の乱が発生する。6月16日には武蔵国児玉郡上里町において滝川一益と後北条氏の間で神流川の戦いが起こり、昌月は滝川勢として戦ったが敗北し北条氏直に降った。一方、保科正俊･正直親子は北条方として信濃に攻め入り、高遠城を奪還した。この時、昌月も高遠城に遠征しており、同年8月には北条氏を支援するために甲斐に向かった。
保科正直は暫く北条方に留まっていたが、甲斐において徳川家康が優勢に立つと、依田信蕃・真田昌幸・木曾義昌らが家康方に転じ、正直ら信濃国衆も徳川方に転じた。この時、高遠城に残されていた内藤家臣･十郎左衛門の兵5百は、城の外に追い出された（「赤羽記」）。その後、真田昌幸と北条高広が上杉氏に転じ、保科正直は徳川勢として、天正13年（1585年）の真田昌幸の上田城攻めに従軍している。
天正11年（1583年）には、北条氏邦が箕輪城主となる。氏邦は箕輪を拠点として、厩橋城の北条高広、沼田城の真田昌幸を攻めており、昌月もこれに従軍した。なお、『上毛伝説雑記拾遺』『箕輪軍記』によれば、昌月は保渡田城（群馬県高崎市）に入城したとする伝承がある。
天正16年5月25日（1588年6月18日）に死去する。没年月を同年1月とする説もある。享年39。『保科御事歴』によれば、法名は「陽光院南華宗英。『井伊家家士由緒書』によれば、跡を子の直矩が継いだ。

## 子孫
天正18年（1590年）後北条氏が滅亡すると内藤氏も所領を失った。直矩の子･内藤直卓は、昌月の生家に当たる会津藩（保科氏）に仕え、子孫は家老となった。直矩の弟の内藤信矩は、箕輪城に入った井伊直政に仕え、その子孫は彦根藩士になった。